# インドのカリグラフィー
本項目では、インドのカリグラフィーについて述べる。

## 歴史的な変遷

### 古代

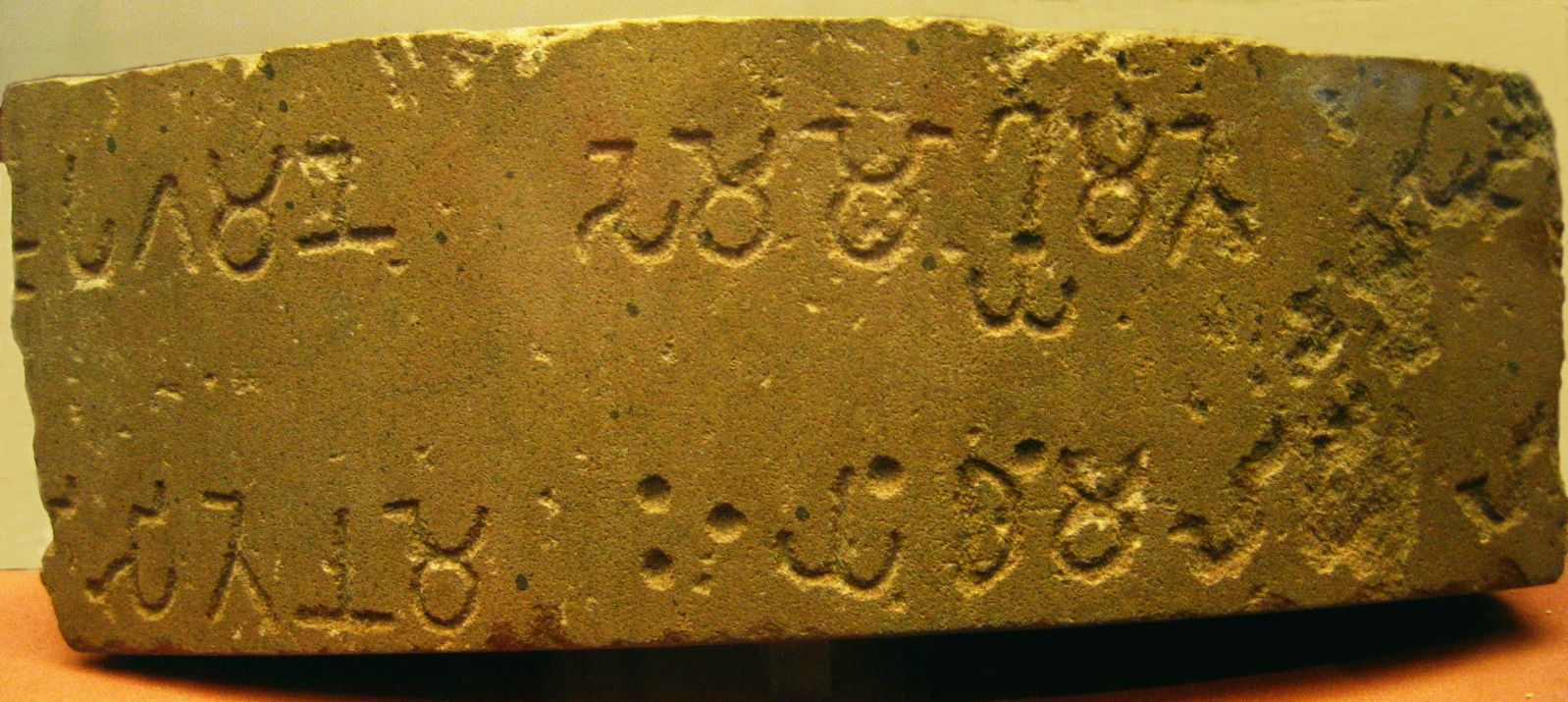
アショーカ王柱の破片に見られる文字

インドのカリグラフィーに関して, Anderson 2008はこう書いている。

アショーカ王 (紀元前265年–238年) の勅命は石に彫り込まれ、勅命の碑文は筆記体で記されていた。アショーカ王亡き後、アショーカ王時代のブラーフミー文字の書法を引き継ぐ形でカローシュティー文字とブラーフミー文字という2つの書法が現れた。カローシュティー文字は紀元前3世紀から紀元後4世紀までインド北西部で用いられ、8世紀まで中央アジア全体で用いられることとなった。

インドでは碑文を彫る媒体として銅は好んで用いられた。インド北部では、2世紀には白樺の樹皮を文字を書く媒体として用いるようになった。インドで使用されていた多くの文字は、13世紀に紙が伝来した後もヤシの葉に記されることが多かった。ヤシの葉の両面が文字を書く面として使用された。ヤシの葉は長い長方形の形に整形され、葉の上部に穴を開け紐を通すことで本を作成していた。このような本の作成方法は東南アジアでも一般的であった。ヤシの葉は文字を記す媒体として最適であり、南アジアの文字に多く見られる繊細な書体を扱うことを可能にした。

### 中世
インドの貿易商や植民、冒険家、仏教を布教する和尚などによって東南アジア諸国にブラーフミー系文字がもたらされた。

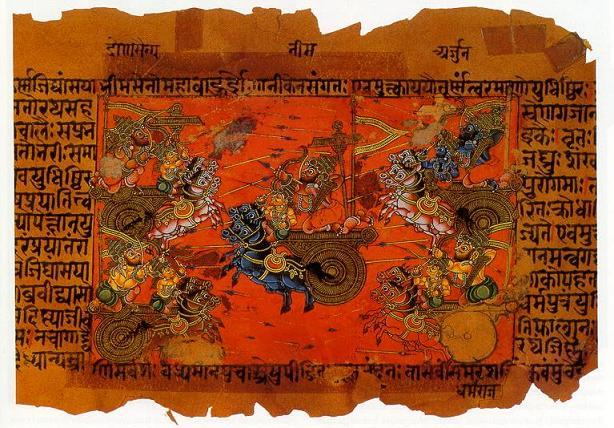
マハーバーラタに見られる装飾体のカリグラフィー

東南アジアの国々はもたらされたブラーフミー系文字やインドの文化の影響を受けた。その影響は言語の内部構造にまで及び、音節や文字の表現方法、左横書きという文章を記す方向にまで及んだ (Gaur 2000: 98)。サンスクリットをヤシの葉に記した手書きの文章はバリ島を含む東南アジア各国へと広まっていった (Ver Berkmoes ?: 45)。 

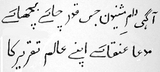
ナスタアリーク体で書かれたガーリブの詩

インドには多くの異なる伝統的なカリグラフィーが存在しており、根本的にアラビア文字やペルシア文字の伝統的なイスラームの書法と異なるものであったため、ペルシア人によるムガル帝国建国とともにもたらされたペルシア文字の影響は大きく、この時代には従来のインドのカリグラフィーとペルシャ文字の書法との融合が進んだ。ムガル帝国時代には上層階級の人々が記す自叙伝や歴史書物において幾つかのカリグラフィーが生み出され、それらの文字はペルシア文字の書法と同じく右から左へと書かれていた。このようなカリグラフィーの変化はラーマーヤナやマハーバーラタを含むインドの叙事詩などに見られたインドの伝統的な文学の形式にも影響を与えたと考えられていた (Bose & Jalal 2003: 36)。
ムガル帝国第2代皇帝フマーユーンはペルシア人のカリグラファーをインドへ呼び寄せた。彼らはムガル帝国第3代皇帝アクバルの下で現地のヒンドゥー教の経典文字を担当する書家と協力しインドのカリグラフィーを発展させていくこととなる (Bose & Jalal 2003:36)。
クトゥブ・ミナールに見られるアラビア文字はクーフィー体と呼ばれる。クーフィー体はヒンドゥー教やジャイナ教の伝統様式の影響を受け、花や花輪などによる装飾体となっている。(Luthra ?: 63)
16世紀以降、シク教はインドのカリグラフィー発展において重要な役割を果たす。シク教徒は伝統的にシク教の教典であるグル・グラント・サーヒブを手書きし、彩飾を施していた。シク教徒のカリグラファーであるプラタープ・シング・ジアーニー (1855–1920) はシク教の文字を英語に翻訳した最初の翻訳者として知られている。
オックスフォード大学のボードリアン図書館にあるシクシャーパトリーはサンスクリットによるカリグラフィーの好例である (Williams 2004: 61)。

## インドのカリグラフィーの特徴

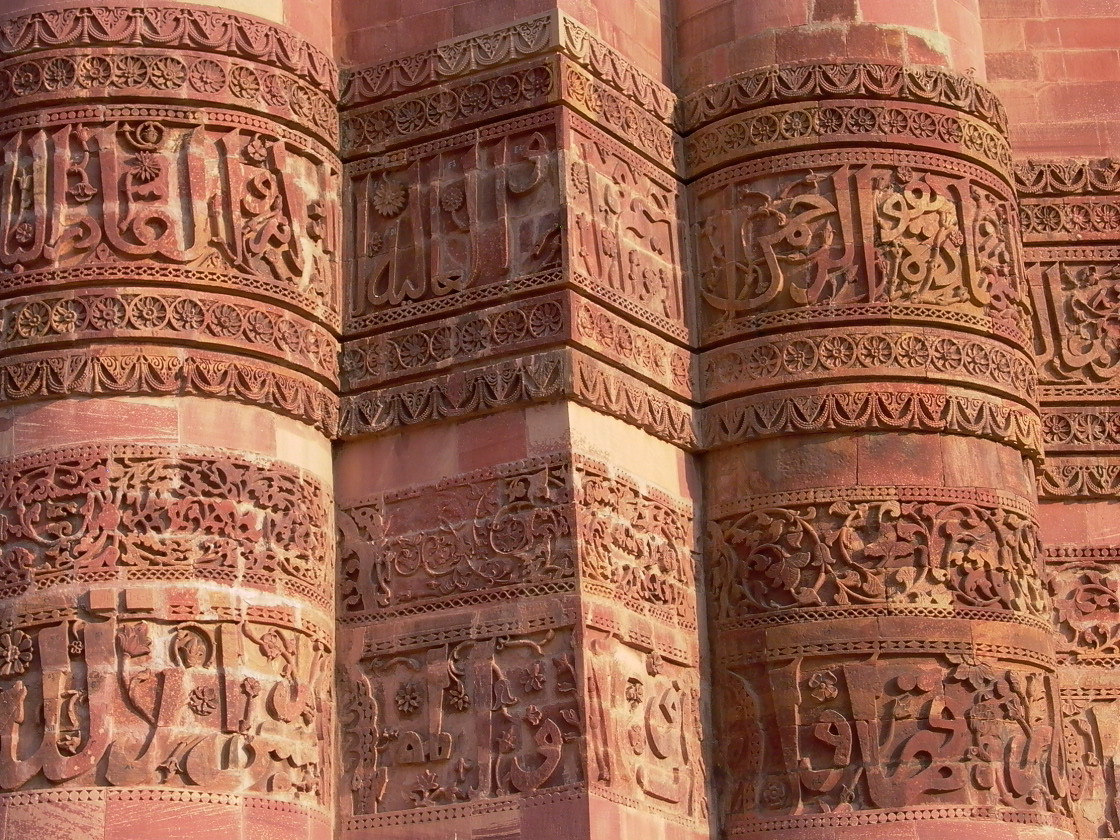
1192年に建設されたクトゥブ・ミナールに見られるクーフィー体の碑文

宗教の教典はインドにおいてもっともカリグラフィーの使用頻度が高い書物である。修行中の仏教徒は寺院においてカリグラフィーの鍛錬を積み、教典の写本を制作する義務があった (Renard 1999: 23-4)。ジャイナ教の信者はジャイナ教の聖典に装飾体のカリグラフィーを組み入れた写本を制作していた。これらの写本は安価な素材に繊細なカリグラフィーを書き込む形で制作されていた (Mitter 2001: 100)。

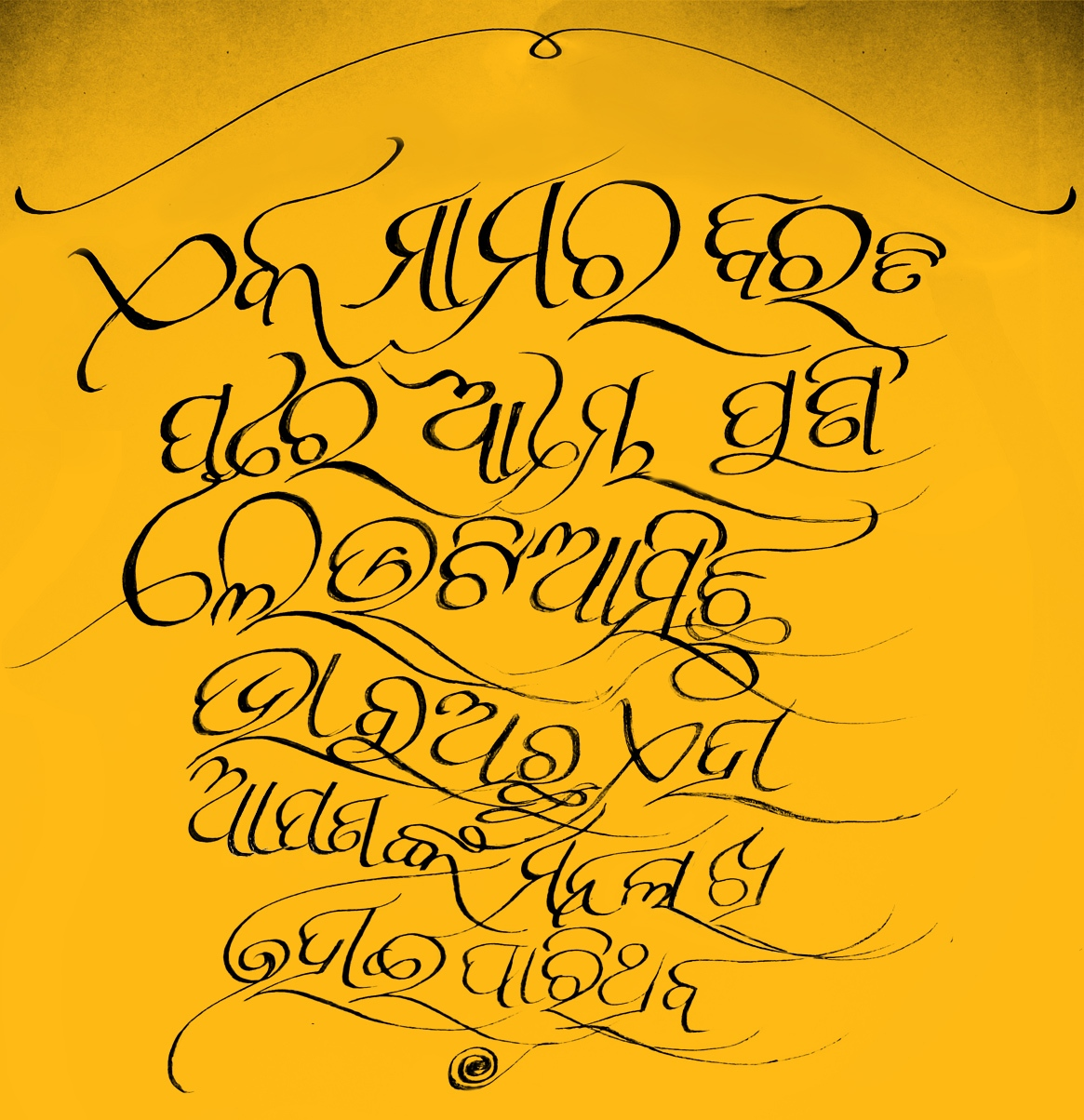
オリヤー文字の書体

## 参考資料
- Salomon, Richard. Indian Epigraphy : A guide to the study of inscriptions in Sanskrit, Prakrit, and other Indo-aryan languages. New York, Oxford University Press : 1999.
- Stevens, John . Sacred Calligraphy of the East. Boston, Shambala : 1995.
- Anderson, D. M. (2008), Indic calligraphy, Encyclopædia Britannica 2008.